# Wilhelm Rediess
Friedrich Wilhelm Otto Rediess (ook: Redieß), (Heinsberg, 10 oktober 1900 - Skaugum, Noorwegen, 8 mei 1945) was een Duitse SS-Obergruppenführer. Hij was generaal in de Waffen-SS en de politie, Höherer SS- und Polizeiführer (HSSPF) Nord en parlementslid voor de NSDAP in de Rijksdag.

## Leven
Rediess was een zoon van een werknemer van justitie. Hij volgde de basisschool. Op 22 juni 1918 werd hij opgeroepen voor de infanterie in de 1e compagnie van het Infanterie-Regiments 135. Na de Eerste Wereldoorlog volgde hij de opleiding tot elektrotechnicus, en werkte tot 1932 in dit beroep. Tijdens de crisis van 1929 was hij kortstondig werkeloos.

### Sturmabteilung
In 1924 werd Rediess lid van het Völkisch-sozialer Block, een vervangende organisatie van de verboden NSDAP. Op 15 juli 1925 werd hij weer toegelaten in de NSDAP (andere bron vermeldt: 25 juli 1925). Vanaf december 1926 tot februari 1932 was Rediess een NSDAP-Ortsgruppenleiter in Düsseldorf. Op 1 januari 1927 werd hij ook lid van de Sturmabteilung. En vanaf april 1929 werd hij een Sturmführer in de SA-Sturms 88 in Düsseldorf. Op 22 juli 1929 stapt Rediess over van de SA naar de SS. Na meerdere bevorderingen bereikte hij op 8 maart 1931 de rang van een SS-Standartenführer. In deze periode leidde hij diverse SS-eenheden in Essen en Düsseldorf. Vanaf 1932 werkte Rediess uitsluitend voor de NSDAP. In juli 1932 nam hij de leiding over SS-Abschnitte XI, welke eerst zetelde in Frankfurt am Main en vanaf oktober 1933 in Wiesbaden.

### Verkiezingen
In 1928 was Rediess nog zonder succes kandidaat geweest in de verkiezingen voor de Pruisische Landdag. Tijdens de verkiezingen van 1932 behaalde hij een zetel voor het parlement, die hij tot 1933 bezat. Na de verkiezingsoverwinning van de NSDAP tijdens de Duitse Rijksdagverkiezingen 1933 en die van de Duitse Rijksdagverkiezingen november 1933, zat hij tot 1945 in de Rijksdag.

### Schutzstaffel
In de SS voerde Rediess het bevel over de Abschnitt XVI (van maart 1934 tot januari 1935) in Maagdenburg en de Oberabschnitt Südost (van januari 1935 tot februari 1936) welke eerst zetelde in Brieg en later in Breslau. Op 20 april 1935 werd Rediess tot SS-Gruppenführer bevorderd. Vanaf februari 1936 was hij commandant van de SS-Oberabschnitts Nordost in Koningsbergen. Van 28 juli 1938 tot 19 juni 1940 was Rediess HSSPF „Nordost". In die hoedanigheid commandeerde hij in oktober 1939 twee regimenten van het SS-Totenkopfverbände en organiseerde de deportatie van Oost-Pruisische Joden in oktober en november 1940.

### Holocaust
Tijdens een overleg met SS-Gruppenführer Wilhelm Koppe in Posen werd het zogenaamde Lange-Kommando opgesteld, die werd geleid door SS-Hauptsturmführer Herbert Lange. Dit commando was in het bezit van een gaswagen. In afstemming met gouwleider Erich Koch werden er in een doorgangskamp in Soldau tussen 21 maart en 8 juni 1940 1558 geestelijk gehandicapte mensen in het kader van een Aktion T4 vermoord. Koppe eiste vervolgens van Rediess 10 Reichsmark per vermoorde persoon ter compensatie voor de gemaakte kosten. Rediess die zich inmiddels in Noorwegen ophield, was niet bereid te betalen, hoewel hijzelf de premie overeengekomen was. De zaak werd voorgelegd aan de Reichsführer-SS Heinrich Himmler, zijn uitspraak hierover is onbekend.

### Noorwegen

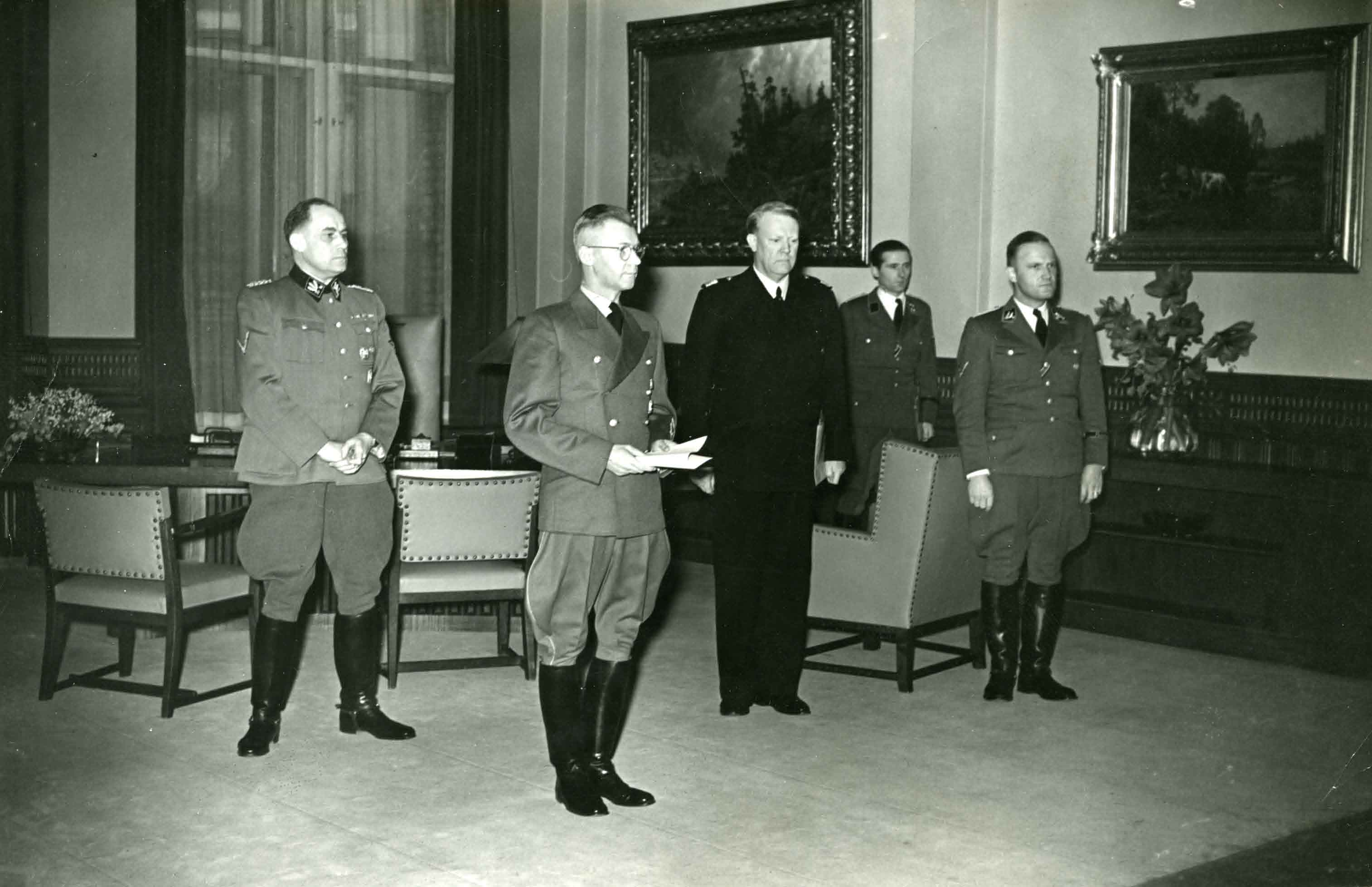
Wilhelm Rediess (helemaal links), met Josef Terboven, Vidkun Quisling en Rudolf Schiedermair, 1942

Na operatie Weserübung werd Rediess in juni 1940 naar Noorwegen overgeplaatst en werkte samen met de Rijkscommissaris Josef Terboven en de Noorse politiechef Jonas Lie. Als vanaf maart 1941 de eerste Noorse vrouwen zwanger worden van de Duitse bezetter, werd ook in Noorwegen het ideologisch gegrondvest project van Heinrich Himmler, het Lebensborn-programma ingezet. Uit dat programma werden ongeveer 8000 kinderen geboren. Op 9 november 1941 werd Rediess tot SS-Obergruppenführer bevorderd.

## Einde van de oorlog
Na de onvoorwaardelijke capitulatie van de Wehrmacht pleegde Rediess zelfmoord door zich dood te schieten met zijn pistool na een drinkgelag met Rijkscommissaris Terboven in zijn hoofdkwartier in Skaugum (officiële residentie van Haakon en Mette-Marit). Het lichaam van Rediess werd vernietigd, toen Terboven zichzelf door middel van 50 kg dynamiet (een andere bron vermeld: een landmijn) in zijn bunker opblies.

## Carrière
Rediess bekleedde verschillende rangen in zowel de Allgemeine-SS als Waffen-SS. De volgende tabel laat zien dat de bevorderingen niet synchroon liepen.
| Datum                                               | Sturmabteilung | Allgemeine-SS        | Heer                                                | Politie                        | Waffen-SS                |
| --------------------------------------------------- | -------------- | -------------------- | --------------------------------------------------- | ------------------------------ | ------------------------ |
| 25 mei 1925                                         | SA-Mann        | —                    | —                                                   | —                              | —                        |
| 1 januari 1927                                      | SA-Sturmführer | —                    | —                                                   | —                              | —                        |
| 22 juli 1930                                        | —              | SS-Anwärter          | —                                                   | —                              | —                        |
| 22 juli 1930                                        | —              | SS-Mann              | —                                                   | —                              | —                        |
| 15 augustus 1930 - 13 augustus 1930                 | —              | SS-Scharführer       | —                                                   | —                              | —                        |
| 21 november 1930 (met ingang van 18 september 1930) | —              | SS-Sturmführer       | —                                                   | —                              | —                        |
| 1 januari 1931                                      | —              | SS-Sturmbannführer   | —                                                   | —                              | —                        |
| 30 maart 1931 (met ingang van 8 maart 1931)         | —              | SS-Standartenführer  | —                                                   | —                              | —                        |
| 6 oktober 1932                                      | —              | SS-Oberführer        | —                                                   | —                              | —                        |
| 21 februari 1934 (met ingang van 15 maart 1934)     | —              | SS-Brigadeführer     | —                                                   | —                              | —                        |
| 10 april 1935 (met ingang van 20 april 1935)        | —              | SS-Gruppenführer)    | —                                                   | —                              | —                        |
| 17 april 1935                                       | —              | —                    | Feldwebel der Reserve und Reserve-Offizier-Anwärter | —                              | —                        |
| 17 april 1935                                       | —              | —                    | Reserve-Offizier-Anwärter                           | —                              | —                        |
| 9 april 1941                                        | —              | —                    | —                                                   | Generalleutnant in der politie | —                        |
| 9 november 1941                                     | —              | SS-Obergruppenführer | —                                                   | Generaal bij de politie        | —                        |
| 20 juni 1944 (met ingang van 1 juli 1944)           | —              | —                    | —                                                   | —                              | Generaal in de Waffen-SS |

## Lidmaatschapsnummers
- NSDAP-nr.: 25 574[31] (lid vanaf 15 juli 1925[6][8][4][24])
- SS-nr.: 2839[31] (lid vanaf 22 juli 1930[6][8][4][24])

## Onderscheidingen
Selectie:
- IJzeren Kruis 1939, 1e Klasse[6][22] en 2e Klasse[6][22] (11 november 1943[8][7])
- Gouden Ereteken van de NSDAP[6][22] in 1934[8]
- Kruis voor Oorlogsverdienste, 1e Klasse[8] (30 januari 1942[6][8][7]) en 2e Klasse (1942[6][7]) met Zwaarden[22]
- Ehrendegen des Reichsführers-SS[33] in 1935[7]
- Rijksinsigne voor Sport in zilver[33] op 13 augustus 1937[6][22]
- Sportinsigne van de SA in goud[6][8][22][7]
- Julleuchter der SS op 16 december 1935[8][7]
- Insigne van de SA bijeenkomst bij Brunswijk 1931 in 1931[8][7]
- Insigne van de Neurenberger Partijdagen in 1929[8][7]

## Afkorting
- mit der Führung beauftragt (m. d. F. b.) - vrije vertaling: met het leiderschap belast